# Vol Garuda Indonesia 421
Le vol Garuda Indonesia 421 était un vol intérieur régulier effectuant la liaison entre l'Aéroport Selaparang (en) et l'aéroport international Adisutjipto, en Indonésie. Le 16 janvier 2002, le Boeing 737-300 de la compagnie aérienne Garuda Indonesia est contraint de faire un amerrissage d'urgence dans le fleuve Solo, après avoir traversé de violents orages lors de l'approche.

## Avion et équipage
L'appareil accidenté, un Boeing 737-3Q8, immatriculé PK-GWA, est sortie d'usine en 1988 et livré à Garuda Indonesia l'année suivante. Il s'agit du premier Boeing 737 à avoir intégré la flotte de la compagnie indonésienne.
Lors de ce vol, il est piloté par le commandant de bord Abdul Rozaq (44 ans) et le copilote Harry Gunawan (46 ans). Le commandant Rozaq cumule 14 020 heures de vol, dont 5 086 heures sur Boeing 737, tandis que le copilote Gunawan totalise 7 137 heures de vol.

### Passagers
| Nationalité | Passagers | Équipage | Total |
| ----------- | --------- | -------- | ----- |
| Indonésie   | 48        | 6        | 54    |
| Italie      | 2         | 0        | 2     |
| Australie   | 1         | 0        | 1     |
| Pays-Bas    | 1         | 0        | 1     |
| Norvège     | 1         | 0        | 1     |
| Thaïlande   | 1         | 0        | 1     |
| Total       | 54        | 6        | 60    |

## Circonstances de l'accident

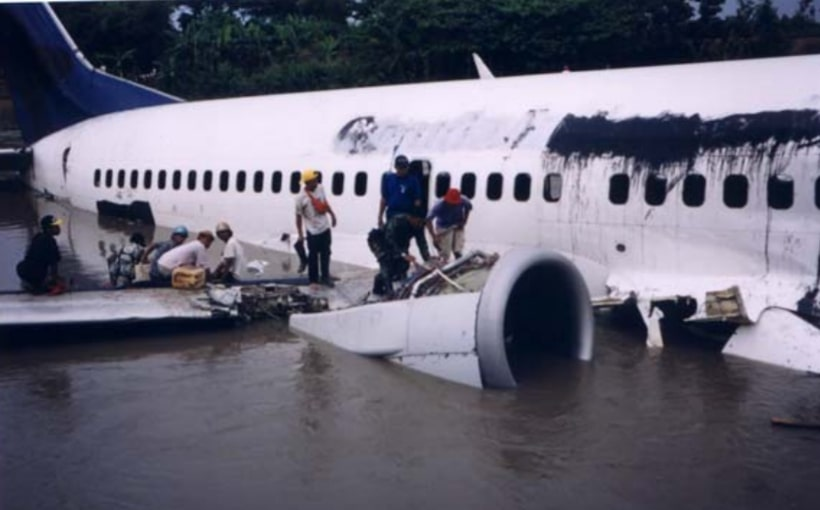
L'épave du 737-300, immobilisée dans les eaux du Solo, après l'accident du vol 421.

Alors que le vol 421 est en approche vers Yogyakarta, les pilotes ont été confrontés à une activité orageuse importante visible devant et sur leur radar météorologique embarqué. Ils ont tenté de voler entre deux cellules orageuses intenses visibles sur leur radar. Ils sont ensuite entrés dans un violent orage, avec de fortes pluies et de la grêle.
Environ 90 secondes plus tard, alors que l'avion descendait à une altitude de 19 000 pieds (5 800 m), les deux turboréacteurs à double flux, de type CFM International CFM56, sont tous les deux tombés en panne à cause de la grêle, entraînant la perte de toute l'alimentation électrique provenant des moteurs.
L'équipage a tenté, sans succès, de redémarrer les moteurs à deux ou trois reprises. Ils ont ensuite essayé, sans succès, de démarrer le groupe auxiliaire de puissance (APU), ce qui a provoqué une perte totale de puissance électrique (au cours de l'enquête ultérieure, il a été constaté que la batterie NiCd était en mauvais état en raison de procédures d'entretien inadéquates).

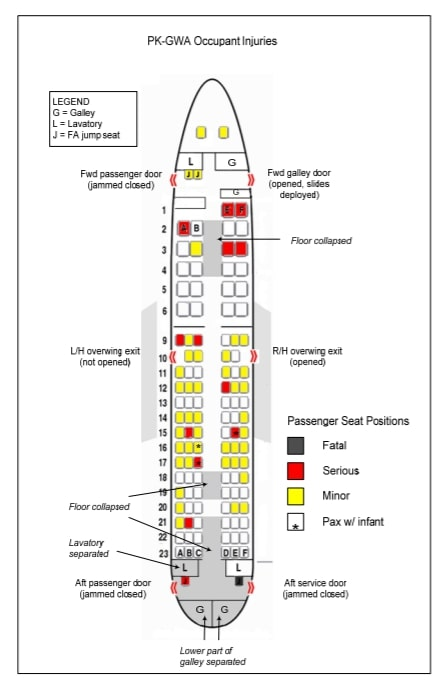
Localisation des blessures mineures, graves ou mortelles (en anglais).

Le copilote Gunawan a tenté de transmettre un Mayday, mais n'y est pas parvenu. Alors que l'avion descendait à travers la couche inférieure de nuages, à environ 8 000 pieds (2 400 m), les pilotes ont aperçu le fleuve Solo et ont décidé de tenter d'y amerrir, avec les volets et le train rentrés, malgré le fait que le fleuve possède de nombreux coudes rendant un éventuel amerrissage difficile.
L’avion a du mal à ralentir, son taux de descente est très élevé. L’impact avec l’eau a été très violent, mais l’avion ne s’est pas brisé car les pilotes l’ont posé droit, avec la queue touchant l’eau d’abord. Très rapide, l’appareil a amerri à une vitesse de 322 km/h. La procédure d'amerrissage a réussi, laissant l'avion s'installer sur le ventre dans les eaux peu profondes, avec le fuselage, les ailes et les gouvernes en grande partie intacts.
La plupart des passagers parviennent à sortir de la carlingue, indemnes. Néanmoins 13 passagers ont été blessés, dont 1 gravement. Une hôtesse a également eu le malheur de se trouver au mauvais endroit au mauvais moment. Elle s’était assise à l’arrière, au niveau de la queue de l’avion. Le plancher de la cabine s'est arraché lorsque la queue a heurté le lit peu profond de la rivière, le 737 ayant amerri avec le nez relevé. Elle a été retrouvée enfoncée dans l’eau, sérieusement blessée. Elle succombera à ses blessures.

## Enquête
Le rapport final du Comité national pour la sécurité dans les transports indonésien (NTSC) indique que la formation des pilotes à l'interprétation des images radar météorologique n'était pas formelle, mais dispensée uniquement pendant la formation en vol. Il est possible que les précipitations aient été si denses qu'elles aient atténué les signaux radar, réduisant les réflexions qui indiquent généralement des précipitations et faisant apparaître une cellule orageuse comme étant une zone de beau temps. 

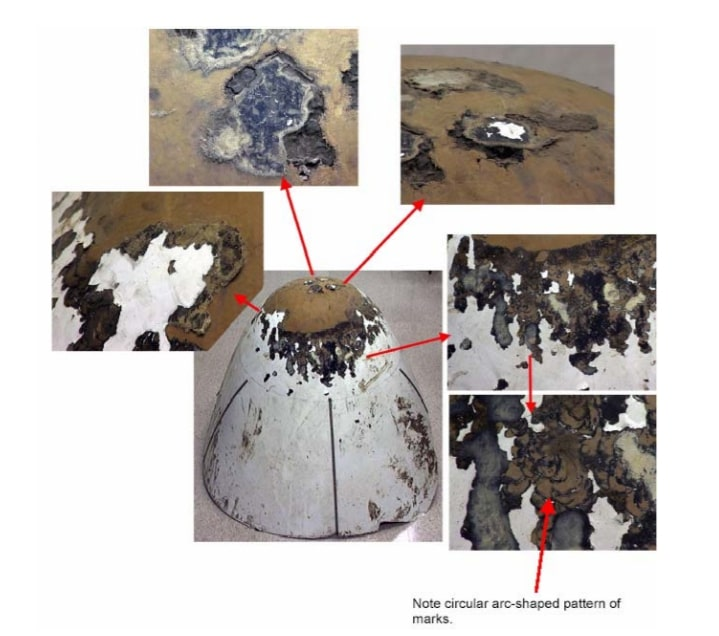
Photo des dommages observés sur le radôme du vol 421.

Si l'équipage avait manipulé l'inclinaison du radar pour balayer le sol pendant la descente, il aurait été conscient des risques associés à la trajectoire de vol choisie. Un bruit intense, audible dans les données de l'enregistreur phonique (CVR), ainsi que des dommages au radôme avant et aux moteurs indiquent la présence de grêle avec la pluie. 
Le rapport conclut que la densité des précipitations (grêle/eau) a dépassé la tolérance des moteurs CFM56, qui étaient alors au ralenti lors de la traversée de l'orage, ce qui a entraîné l'extinction complète des deux moteurs de l'appareil.

## Conséquences
Garuda Indonesia n'exploite plus cette ligne depuis 2005. Elle utilise toujours le numéro de vol GA-421, mais sur la ligne Denpasar – Jakarta, opérée à la place par un Airbus A330 ou un Boeing 777-300ER. 
La compagnie aérienne a également financé la construction de routes locales à proximité de la zone de l'accident et a également construit une salle polyvalente et un réservoir en remerciement de l'aide des villageois locaux lors de l'évacuation des rescapés du vol 421. 

## Médias
L'accident a fait l'objet d'un épisode de la série documentaire télévisée Air Crash, nommé « En eaux troubles » (saison 16 - épisode 8).